# Dalangan (Tawangsari)
Dalangan is een bestuurslaag in het regentschap Sukoharjo van de provincie Midden-Java, Indonesië. Dalangan telt 3429 inwoners (volkstelling 2010).